# Magnus Lindblad
Magnus Anders Lindblad, född 12 september 1972, är en svensk tidigare fotbollsspelare (målvakt) som främst spelade för Djurgårdens IF.

## Klubbkarriär
Återvände till Djurgården 1996 från Älvsjö AIK, efter att tidigare ha spelat juniorfotboll i klubben. Efter att ha varit andremålvakt bakom Thor André Olsen första två åren blev han förstemålvakt under säsongen 1998 när han var med och spelade upp Djurgården i Allsvenskan. Glädjen blev dock kortvarig och han förlorade tidigt försteplatsen 1999, först till Martin Lossman och sen till inlånade Bo Andersen. Efter säsongen lämnade han klubben och gick till Väsby IK. Efter en säsong varvade ner i moderklubben IK Frej i division 4. Noterbart är att han utöver målvakt även spelade som back. 2003 stod han i mål när laget slog ut AIK i Stockholm Cup.

## Statistik
| Klubb          | Säsong         | Liga             | Liga    | Liga | Cupspel | Cupspel | Europaspel | Europaspel | Totalt  | Totalt |
| Klubb          | Säsong         | Division         | Matcher | Mål  | Matcher | Mål     | Matcher    | Mål        | Matcher | Mål    |
| -------------- | -------------- | ---------------- | ------- | ---- | ------- | ------- | ---------- | ---------- | ------- | ------ |
| Djurgårdens IF | 1996           | Allsvenskan      | 3       | 0    | ?       | ?       | 2          | 0          | 5       | 0      |
| Djurgårdens IF | 1997           | Division 1 Norra | 3       | 0    | ?       | ?       | —          | —          | 3       | 0      |
| Djurgårdens IF | 1998           | Division 1 Norra | 18      | 0    | ?       | ?       | —          | —          | 18      | 0      |
| Djurgårdens IF | 1999           | Allsvenskan      | 9       | 0    | ?       | ?       | —          | —          | 9       | 0      |
| Hela karriären | Hela karriären | Hela karriären   | 33      | 0    | 0       | 0       | 2          | 0          | 35      | 0      |